# Conflicto de As Encrobas
El conflicto de As Encrobas fue un conflicto social y revuelta campesina que tuvo lugar en la parroquia de Engrobas (Cerceda, La Coruña) en los años finales del franquismo.
El conflicto se inició a raíz del plan de la empresa Unión Fenosa para explotar un yacimiento de lignito que se encontraba bajo la parroquia, y que el Consejo de Ministros franquista declaró de interés público, autorizando la expropiación forzosa de la tierras de no haber acuerdo. Las acciones organizadas de los vecinos en su contra obtuvieron una amplia notoriedad mediática y apoyo popular en la Galicia del momento, y alcanzaron su pico en los enfrentamientos con guardias civiles de febrero de 1977.
Tras una fase de negociación de la empresa con parte de los vecinos, y nuevos enfrentamientos, el terreno fue finalmente ocupado en marzo de ese año para crear una mina y una central térmica, clausuradas en 2007 y 2020, y la mayoría de la parroquia abandonó sus casas. El conflicto y las fotografías del fotorreportero Xosé Castro del mismo han sido consideradas una imagen destacada de las luchas campesinas y prodemocracia de la Transición en Galicia.

## Historia

### Inicios del conflicto
En 1975 la empresa Unión Fenosa dio a conocer sus planes de explotar un yacimiento subterráneo de lignito pardo que se encontraba bajo parte de la parroquia de Engrobas. El procedimiento para acceder a él sería la extracción a cielo abierto, que requería la expulsión de unas cuatrocientas familias de campesinos.
En julio de ese año, el Consejo de Ministros de España, presidido por Francisco Franco, declaró el proyecto de interés público y aprobó un mecanismo por el que la empresa tendría derecho a la expropiación forzosa por procedimiento de urgencia en caso de no alcanzar acuerdos con las personas afectadas.Los intentos de ocupación de los terrenos por parte de personal de la empresa con el apoyo de la Guardia Civil dieron lugar a diversos enfrentamientos con los campesinos, que llevaron a cabo acciones organizadas y de gran visibilidad mediática. En el proceso de organización, que se inició de forma autónoma, desempeñó un papel destacado sindicato Comisións Labregas y el cura Moncho Valcárcel.

### Enfrentamiento de febrero de 1977 y negociación
En febrero de 1977 tuvo lugar el último y más conocido intento de ocupación por parte de Unión Fenosa, que desencadenó un intenso enfrentamiento con los vecinos y distintas agresiones y detenciones.Las fotografías del fotorreportero Xosé Castro de ese momento, que mostraban a las mujeres en primera línea de la protesta y enfrentándose a guardias civiles armados, alcanzaron un gran impacto en Galicia y se convirtieron en una imagen destacada de las luchas campesinas y prodemocracia de la Transición.
El alcance social del conflicto, que tuvo presencia en la prensa estatal y un apoyo social generalizado a los campesinos afectados, facilitó que Fenosa renunciase a la expropiación y abriera un proceso de negociación.De forma progresiva se llegó a un acuerdo de venta por un precio mucho más elevado con diferentes vecinos, que también incluía pensiones y puestos de trabajo.Ante la resistencia de algunos vecinos, el conflicto continuó y la guardia civil realizó distintas cargas y detenciones hasta finalmente lograr permitir la ocupación definitiva de la tierra por parte de Fenosa.
A partir de ese momento, la mayoría de los vecinos abandonaron sus viviendas, bien debido a la venta o a los efectos en el suelo y el ambiente de la proximidad de la mina.En paralelo se trasladó también la iglesia, antiguo núcleo de la parroquia.

### Años finales
La mina se cerró a final de 2007, treinta años después del conflicto, debido al fin de la licencia y las señales de agotamiento del lignito. No obstante, la central térmica, construida junto a ella en la parroquia de A Lousa se mantuvo en activo con carbón importado.Ese año se publicó un estudio de la Junta que advertía del riesgo para la salud de las partículas emitidas por la central, lo que motivó nuevas protestas vecinales.Finalmente, la central fue cerrada en 2020 para cumplir con la directiva europea de emisiones.
En 2007 se estrenó el documental As Encrobas: a ceo aberto, dirigido por Xosé Bocixa Rei.